# エストニア語版ウィキペディア
エストニア語版ウィキペディア（エストニアごばんウィキペディア、エストニア語: Eestikeelne Vikipeedia）はエストニア語で記したウィキペディア。2002年7月24日に始まった。2018年3月時点の記事数は17万204件、List of Wikipediasによると、エストニア語版ウィキペディアの各項目は#表1のとおり。
2008年12月7日にエストニアのウィキペディア編集者であったアンドレス・ルーレ（Andres Luure）は、同国でボランティア活動に熱心な15人の一人として認証を受けている。さらに5年後の2013年、ウィキペディアへの貢献の労をねぎらい、大統領より白星勲章を授けられた。

## 統計
| \| 国別編集回数の割合[注釈 2] \| 国別編集回数の割合[注釈 2] \| 国別編集回数の割合[注釈 2] \| 国別編集回数の割合[注釈 2] \| 国別編集回数の割合[注釈 2] \| \| -------------------------- \| -------------------------- \| -------------------------- \| -------------------------- \| -------------------------- \| \| \| \| \| \| \| \| エストニア \| エストニア \| \| 94.0% \| 94.0% \| \| スウェーデン \| スウェーデン \| \| 2.7% \| 2.7% \| \| フランス \| フランス \| \| 1.3% \| 1.3% \| \| ウクライナ \| ウクライナ \| \| 0.7% \| 0.7% \| \| フィンランド \| フィンランド \| \| 0.7% \| 0.7% \| \| イタリア \| イタリア \| \| 0.7% \| 0.7% \| |              |  |       |       |
| 国別編集回数の割合 |              |  |       |       |
| |              |  |       |       |
| エストニア | エストニア   |  | 94.0% | 94.0% |
| スウェーデン | スウェーデン |  | 2.7%  | 2.7%  |
| フランス | フランス     |  | 1.3%  | 1.3%  |
| ウクライナ | ウクライナ   |  | 0.7%  | 0.7%  |
| フィンランド | フィンランド |  | 0.7%  | 0.7%  |
| イタリア | イタリア     |  | 0.7%  | 0.7%  |

2012年8月時点のエストニア語版ウィキペディアは記事数が10万件を超える言語版ウィキペディア中、話者数に対する記事数の多い順では、3番目、全言語版でみると10位であった。

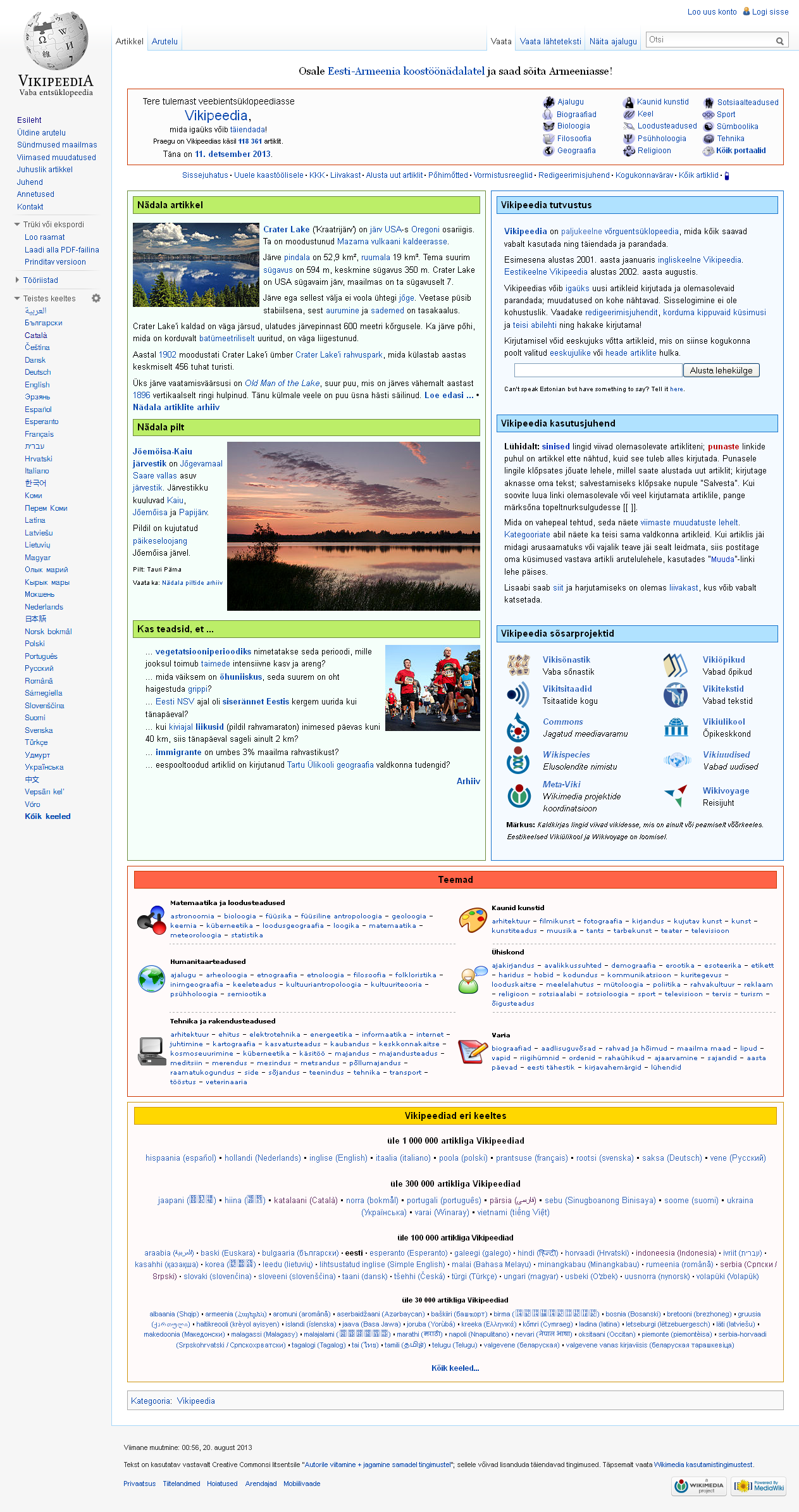
メインページ

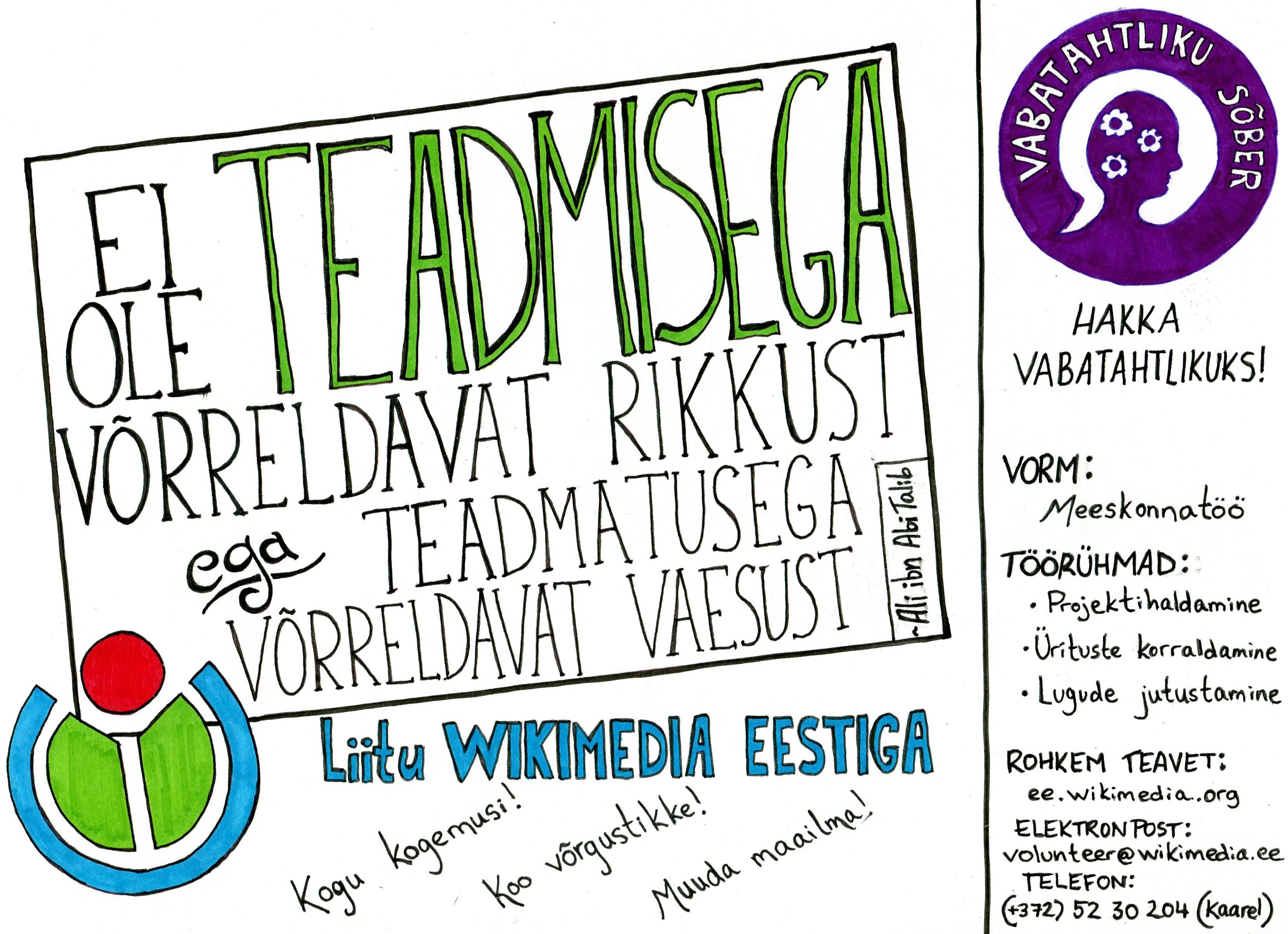
ウィキメディア・エストニア協会のボランティア募集ポスター（2016年）

ウィキペディアのエストニア語版は10万記事を達成した全言語版中、41番目である。これは、ウラル語族の言語ではフィンランド語版ウィキペディアとハンガリー語版ウィキペディアに次いで3番目である。
エストニア語版ウィキペディアの記事数は2018年3月時点でフィン・ペルム諸語で書かれた全記事のうち、最も多い66％を占めるフィンランド語に次いで2番目、約26％を占める。
同統計は2025年3月25日時点で
あるいはまた、投稿が多いエストニアと比べると、近隣の北欧諸国に本拠を置く国々の利用者による編集は少ない。
| 記事数※a | 日付                                                                                   | 沿革                                                                                   |
| -------- | -------------------------------------------------------------------------------------- | -------------------------------------------------------------------------------------- |
| 0.1      | 2002年12月※b                                                                           |                                                                                        |
| 0.5      | 2003年9月                                                                              |                                                                                        |
| 1        | 2003年10月                                                                             |                                                                                        |
| 5        | 2004年7月                                                                              |                                                                                        |
| 10       | 2005年5月15日                                                                          |                                                                                        |
| 20       | 2006年7月22日                                                                          |                                                                                        |
| 30       | 2007年2月1日                                                                           |                                                                                        |
| 40       | 2007年8月30日                                                                          |                                                                                        |
| 50       | 2008年6月4日※c                                                                         |                                                                                        |
| 60       | 2009年2月21日                                                                          |                                                                                        |
| 70       | 2009年12月15日※d                                                                       |                                                                                        |
| 80       | 2010年11月30日                                                                         |                                                                                        |
| 90       | 2011年11月12日                                                                         |                                                                                        |
| 100      | 2012年8月25日※e                                                                        |                                                                                        |
| 110      | 2013年4月22日                                                                          |                                                                                        |
| 120      | 2014年1月23日                                                                          |                                                                                        |
| 200      | 2019年8月12日※f                                                                        |                                                                                        |
| 230      | 2022年12月※g                                                                           |                                                                                        |
|          | 2023年03月26日                                                                         |                                                                                        |
|          | 2025年01月01日                                                                         |                                                                                        |
| 備考欄   | 注記：※ a＝単位は1000人・b＝創立・c＝5年半・d＝7年目・ e＝11年目・f=17年目・g=20年目。 | 注記：※ a＝単位は1000人・b＝創立・c＝5年半・d＝7年目・ e＝11年目・f=17年目・g=20年目。 |

| 順位                                                                   | 言語名（略号＝原語表記）  | 言語名（略号＝原語表記）  | 言語名（略号＝原語表記）  | 記事総数   | 総ページ数 |
| ---------------------------------------------------------------------- | ------------------------- | ------------------------- | ------------------------- | ---------- | ---------- |
| 45※1                                                                   | エストリア語（et＝Eesti） | エストリア語（et＝Eesti） | エストリア語（et＝Eesti） | 230,663    | 544,749    |
| 12 ※2                                                                  | 日本語（ja＝日本語）      | 日本語（ja＝日本語）      | 日本語（ja＝日本語）      | 1,347,046  | 3,977,677  |
| 編集回数                                                               | 管理者数                  | 利用者数                  | 活動中の利用者            | ファイル数 | 深さ       |
| 6,212,571                                                              | 34                        | 170,335                   | 575                       | 768        | 21         |
| 91,764,565                                                             | 41                        | 1,988,821                 | 14,691                    | 25,728     | 88         |
| "※" - 1=記事数10万件超の言語版の順位 - 2=記事数100万件超の言語版の順位 |                           |                           |                           |            |            |

## コミュニティ
エストニアのウィキペディア編集者は2007年に、最初の会合を開いた。ウィキメディア・エストニア協会（Mittetulundusühing Wikimedia Eesti＝WMEE）という名称の非営利団体はウィキメディア財団の提携組織（国別協会）であり、自国語版のウィキペディアを支援する。同協会は2010年7月に設立、同年8月にウィキメディア財団理事会の承認を受け、非営利団体として公式に登録したのは同10月である。